# ФК Виво АК
ФК Виво АК (мађ. Vívó és Atlétikai Club) је био мађарски фудбалски клуб из будимпештанског V округа.

## Историја
У првој лиги Мађарске клуб је дебитовао у сезони 1921/22. и завршио трећи. Још четири пута је био у првој лиги и то у сезонама 1922/23, 1923/24, 1924/25. и 1925/26.

## Промене имена
- 1906–1916: Виво и атлетски клуб −
- 1916: угашен
- 1917: обновљен
- 1917–1926: Виво и атлетски клуб −
- 1926–1927: Вароши АК −
- 1926–1927: спојио се са  −
- 1927–1938: ФК ВАК − (VAC FC)
- 1938–1941: Виво и атлетски клуб −
- 1941: угашен
- 1945: обновљен
- 1945: Баратшаг Виво и атлетски клуб −
- 1945–1949: Виво и атлетски клуб −
- 1949: угашен
- 1957: обновљен
- 1957: Виво и атлетски клуб − (Vívó és Atlétikai Club), Дефинитивно угашен